# Henri Antoine de Favanne

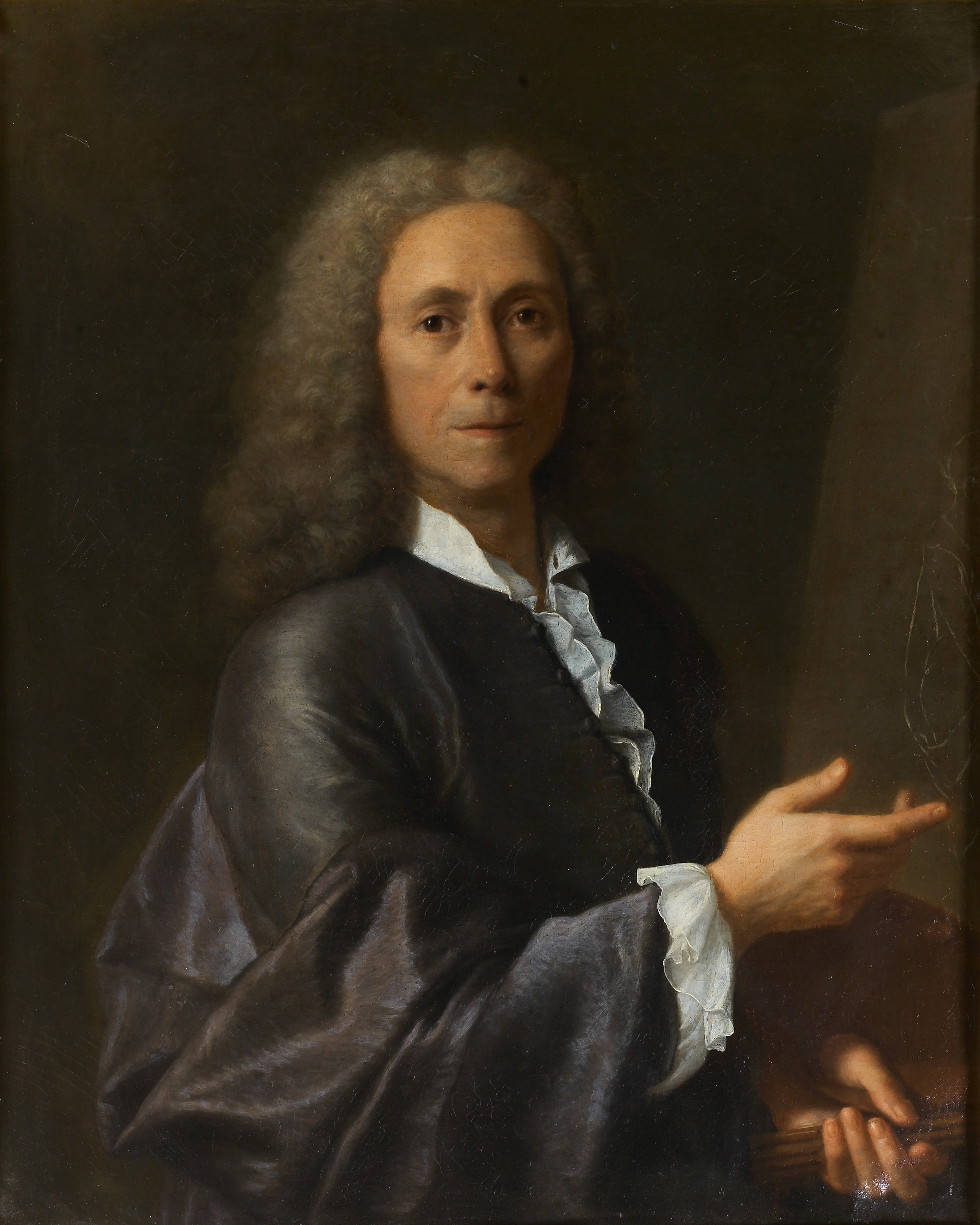
Autorretrato, hacia 1730. Colección privada.

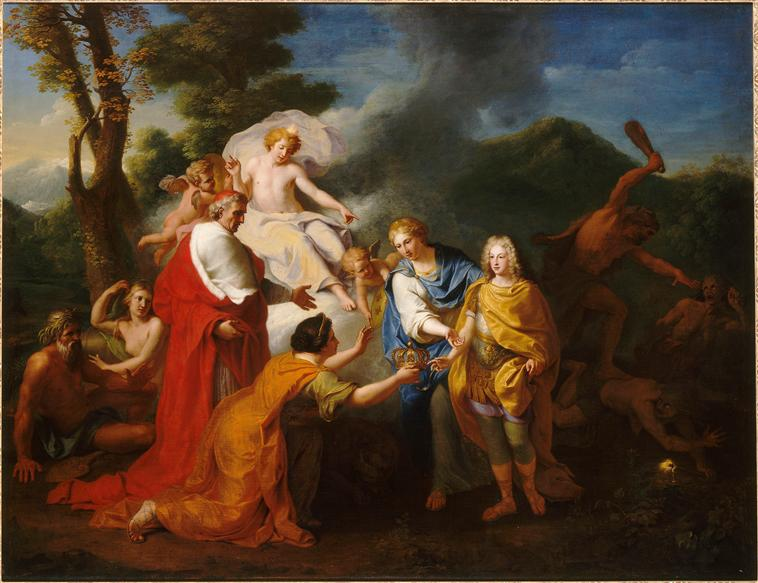
España ofrece la corona a Felipe de Anjou en presencia del cardenal Portocarrero, 1704, óleo sobre lienzo, 144 x 187 cm, Versalles, châteaux de Versailles et de Trianon. Trabajo de admisión en la académie royale de peinture, sculpture et architecture.

Henri Antoine de Favanne (Londres, 1668-París, 1752) fue un pintor inglés de origen francés. Discípulo de René-Antoine Houasse se especializó en pintura de historia, mitológica y alegórica. Protegido por la princesa de los Ursinos residió en España de 1704 a 1714.

## Biografía y obra
Establecido en Francia a la caída de los Estuardo, fue discípulo en París de René-Antoine Houasse, que lo había sido de Charles Le Brun. En 1693 obtuvo de la Académie royale de peinture et de sculpture el Premio de Roma por el lienzo titulado Rebeca elegida esposa de Isaac, aunque por las dificultades del momento no pudo emprender el viaje hasta dos años más tarde, cuando lo inició por su propia cuenta. De vuelta en París, en 1704 presentó para su admisión en la academia una alegoría del ofrecimiento de la corona de España a Felipe de Anjou (Versalles, châteaux de Versailles et de Trianon). La elección del tema venía dada por su amistad con Jean Bouteroue d’Aubigny, a quien había conocido en Roma.
Hombre de confianza y secretario de la princesa de los Ursinos, D’Aubigny lo llamó a la corte de España donde retrató al cardenal Portocarrero y fue ocupado en la copia de las mejores pinturas del Monasterio de El Escorial. Por causas no esclarecidas, el 27 de julio de 1708, a primeras horas de la mañana, fue detenido por los ministros del tribunal del Santo Oficio y trasladado a la cárcel de la Inquisición en Toledo. Así lo refería ese mismo día el prior del monasterio, fray Manuel de la Vega, al marqués de Mejorada y de la Breña para que este informase del incidente al rey:

Por Una de Vs. De Veinte y uno de septiembre del año pasado de mil setecientos siete, se sirvió su Magdd que Dios gde mandarme franqueasse todos los quadros que en esta su Rl Cassa señalasse D. henrique Favanne para copiarlos y para que esto lo hiciese más cómoda y breuemente le alojasse dentro del Conuento, todo lo qual ejecuté puntualmte y desde que vino a estado copiando las mejores pinturas que ay en este monasto hasta que la noche pasada me hallé con la nouedad que vrios. ministros del sto tribunal de la Inquisición le prendieron y esta mañana, antes del amanecer, se le lleuaron a Toledo, sin poder suspender la ejecución para ponerlo antes en la Rl noticia, como también el que las copias que tiene sacadas quedan en este monasto en custodia y a mi cargo por el sto tribunal.

Liberado algunas semanas después y retornado a la copia de pinturas italianas en El Escorial, no se tienen muchas más noticias de su actividad en España, donde debió de permanecer hasta la caída en desgracia de la princesa de los Ursinos en diciembre de 1714.

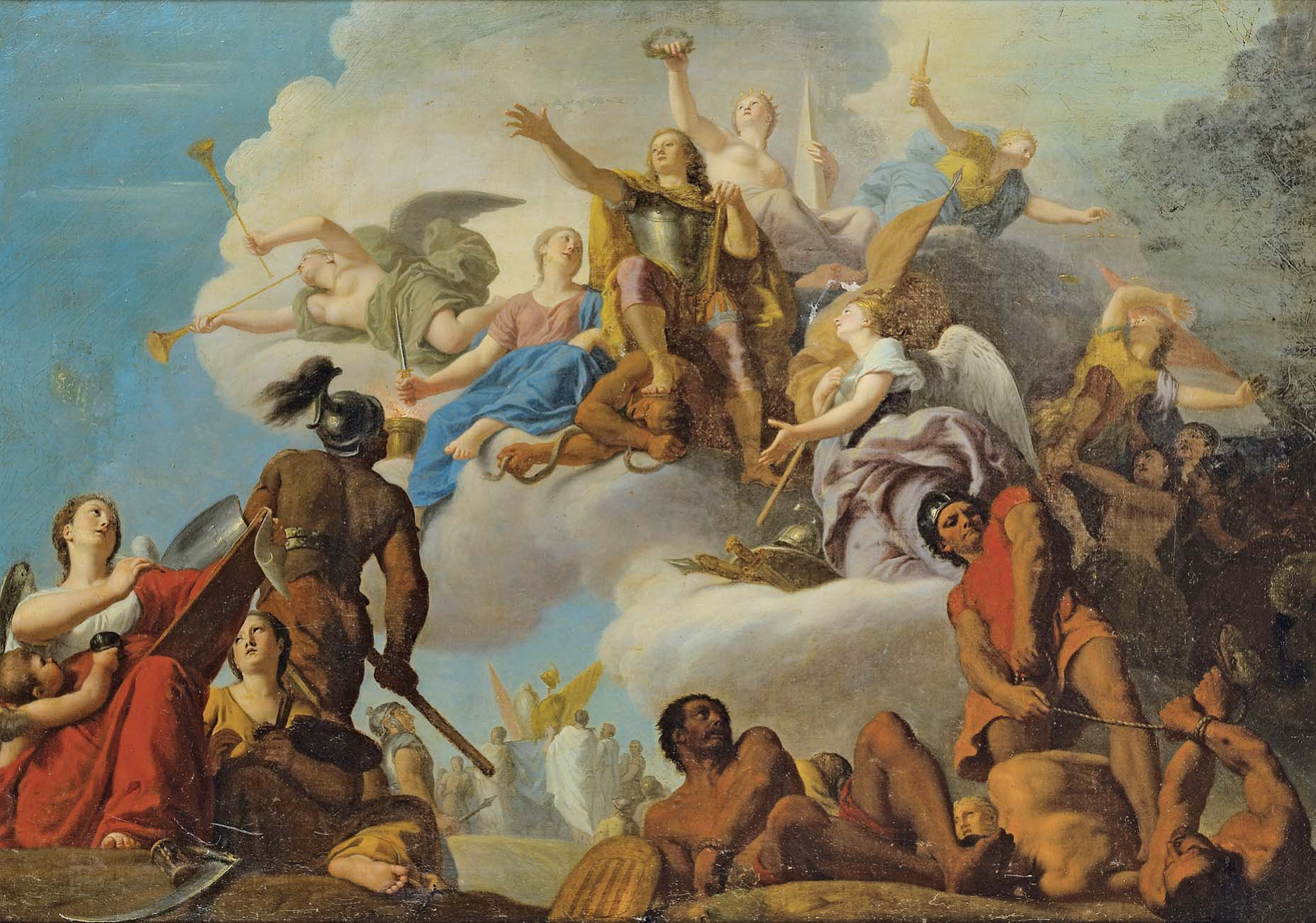
La batalla de Almansa o la batalla de Villaviciosa, óleo sobre lienzo, 71 x 102 cm, Tours, musée des Beaux-Arts.

Inmediatamente después de regresar a Francia fue llamado por D’Aubigny para participar en la decoración de su château de Chanteloup, el más importante encargo de su carrera, en el que se ocupó de las pinturas de la capilla, el salón y la galería. Destruido en el siglo XIX, queda la descripción que en 1753 hizo Cousin de Contamine en su Memoire  pour servir a la vie de M. Defavanne, peintre ordinaire du Roy, et recteur de l’académie royale de peinture et sculpture, junto con algunos bocetos. Según la descripción de Contamine, las pinturas del salón estaban dedicadas al mito de Faetón, con la Caída de Faetón en el plafón central, de la que existen dos estudios previos (museos de bellas artes de Tours y de Orléans) en tanto las pinturas de la bóveda de la galería, de 71 pies de largo por 28 de ancho (24 metros por 9) tenían por asunto los hechos más notables del reinado de Felipe V, interpretados alegóricamente y ajustándose a los criterios clasicistas de la academia, con predominio de los colores fríos y disponiendo las figuras en friso, junto con las cuatro virtudes cardinales, «que se han visto brillar con este monarca». La llegada a España de Felipe V, su matrimonio con María Luisa Gabriela de Saboya y el nacimiento del príncipe de Asturias, alternaban con la reducción de los reinos de Aragón y Valencia a la obediencia de su majestad (boceto en musée des Beaux-Arts de Lille), la formación de la liga de las potencias que pretendían destronarlo y las batallas de Almansa y de Villaviciosa (boceto en el museo de Tours).